# 8e congresdistrict van Maryland

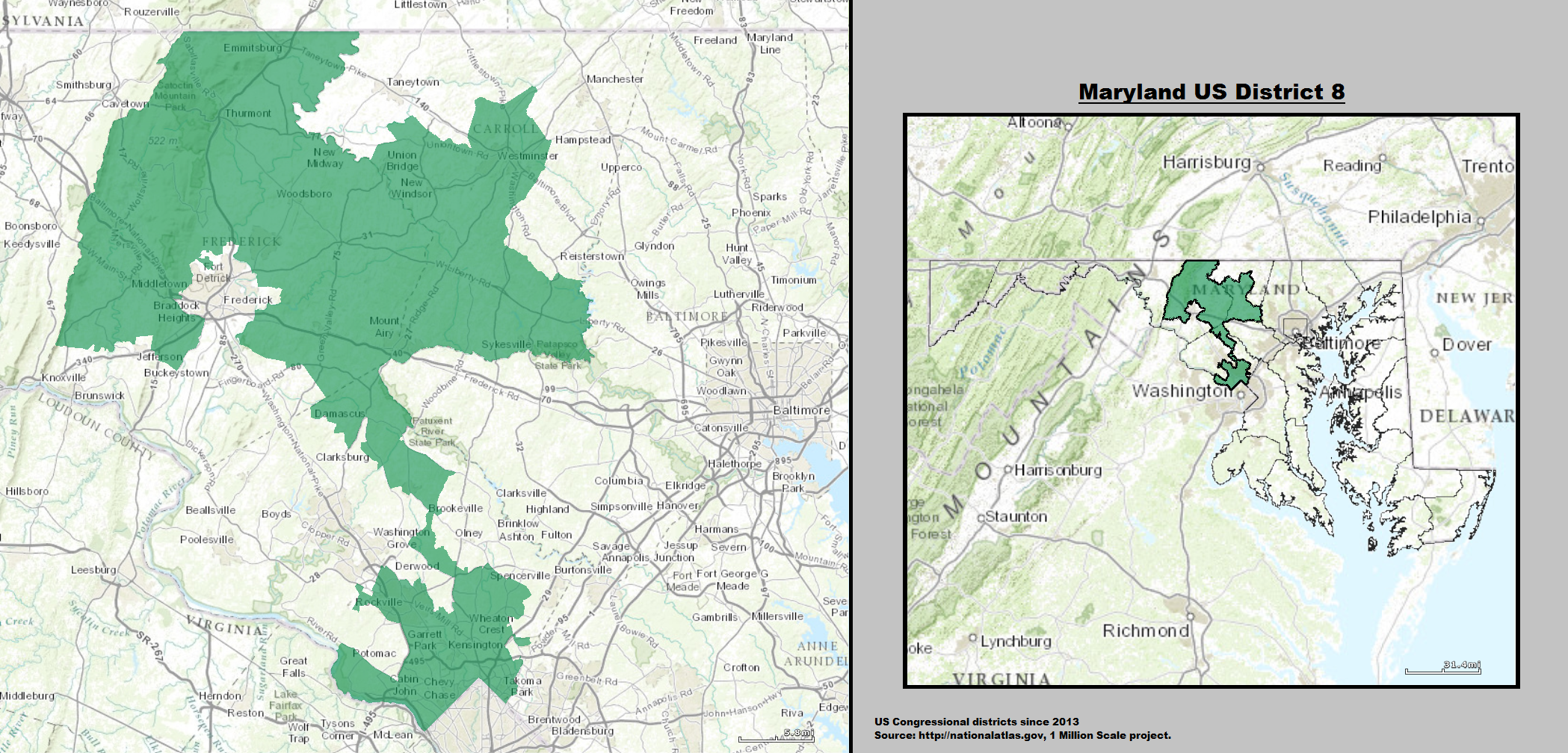
Kaart van het 8e congresdistrict van Maryland

Het 8e congresdistrict van Maryland (Engels: Maryland's 8th congressional district), is een congresdistrict voor het Amerikaanse Huis van Afgevaardigden. Het vertegenwoordigt delen van Carroll County, Frederick County en Montgomery County.
Jamie Raskin van de Democratische Partij is het huidige lid van het Huis van Afgevaardigden voor het 8e congresdistrict van Maryland.